# Гранато, Тони
Энтони Льюис Гранато (англ. Anthony Lewis Granato; род. 25 июля 1964, Даунерс-Гров, Иллинойс) — американский хоккеист и тренер.

## Биография
Свою хоккейную карьеру начинал в 1983 году в студенческой команде, представляющей Висконсинский университет в Мадисоне. На драфте 1982 года был выбран в 6-м раунде под 120-м номером клубом НХЛ «Нью-Йорк Рейнджерс». Он продолжил выступления за команду университета, а позднее провёл год в «Колорадо Рейнджерс», пока наконец не созрел до игр Национальной хоккейной лиги.
Гранато оказался полезен новой команде, в своём первом сезоне в «Рейнджерс» в сезоне 1988/89, он забил 36 голов, что по-прежнему остаётся рекордным для новичков «Нью-Йорк Рейнджерс». На следующий год Тони оказался частью самой крупной на тот момент сделки в истории клуба. Гранато вместе с товарищем по команде Томасом Сандстрёмом был продан в «Лос-Анджелес Кингз» 20 января 1990 года в обмен на центрфорварда Берни Николлза. В составе клуба из Лос-Анджелеса он доходил до финала Кубка Стэнли в 1993 году. В дальнейшем он также выступал за «Сан-Хосе Шаркс».
В составе сборной страны был участником Олимпиады 1988 года. Там, правда, американцы выступили неудачно, не выйдя в плей-офф соревнований и заняв лишь 7-е итоговое место.
Завершил карьеру игрока в 2001 году. На следующий сезон стал одним из ассистентов Боба Хартли в «Колорадо Эвеланш», а вскоре и заменил его.
В 2016 году, после более 10 лет работы в НХЛ, Гранато возглавил «Висконсин Баджерс». 4 августа 2017 года было объявлено, что он возглавит сборную США на зимних Олимпийских играх в Пхёнчхане.

## Личная жизнь
Младшая сестра — американская хоккеистка Кэмми Гранато (род. 1971), олимпийская чемпионка 1998 года.